# Batalha da Ilha Wake
A Batalha da Ilha Wake foi uma invasão que ocorreu simultaneamente a outros ataques japoneses contra forças dos Estados Unidos, acontecendo praticamente ao mesmo tempo do ataque a Pearl Harbor. Os japoneses assumiram o controle de toda a ilha em 23 de dezembro de 1941 (após duas semanas de luta), quando os americanos se renderam. A luta aconteceu no pequeno atol de Wake, no meio do Pacífico. Também houve combates nas ilhotas de Peale e Wilkes.
A ilha ficou sob posse dos japoneses praticamente durante toda a Guerra do Pacífico; a guarnição japonesa na região só se rendeu em 4 de setembro de 1945 para uma unidade do Corpo de Fuzileiros Navais dos Estados Unidos.